# إرنست كرامر
إرنست كرامر (بالإنجليزية: Ernst Cramer؛ بالألمانية: Ernst Cramer) هو صحفي الرأي وصحفي ألماني وأمريكي، ولد في 28 يناير 1913 في آوغسبورغ في ألمانيا، وتوفي في 19 يناير 2010 في برلين في ألمانيا.

## وصلات خارجية
- إرنست كرامر على موقع مونزينجر (الألمانية)